# 다린 잔야르
다린 잔야르(스웨덴어: Darin Zanyar, 1987년 6월 2일 ~ )는 간단히 다린(스웨덴어: Darin)이라는 이름으로 잘 알려진 스웨덴의 가수이다.

## 음반 목록

### 정규 앨범
- 《The Anthem》 (2005)
- 《Darin》 (2005)
- 《Break the News》 (2006)
- 《Flashback》 (2008)
- 《Lovekiller》 (2010)
- 《Exit》 (2013)
- 《Fjärilar i magen》 (2015)